# Bolesław Basiński
Bolesław Basiński (ur. 27 stycznia 1948 w Nowym Sączu, zm. 6 marca 2022 w Klimkówce) – polski działacz samorządowy i sportowy, leśnik, urzędnik, w latach 1981–1984 prezydent Nowego Sącza.

## Życiorys
Syn Bolesława i Janiny Basińskiej z domu Grondalskiej, stryjeczny wnuk Stanisława Grondalskiego, ofiary zbrodni katyńskiej. Absolwent I Liceum Ogólnokształcącego im. Jana Długosza w Nowym Sączu. W młodości grał jako bramkarz w drużynach piłkarskich Start Nowy Sącz, Nadwiślan Kraków i Górnik Siersza. Ukończył studia z leśnictwa na Akademii Rolniczej w Krakowie (1970) oraz wychowania fizycznego w Wyższej Szkole Wychowania Fizycznego w Krakowie (1974). Zajmował się działalnością sportową, był wieloletnim sędzią i kwalifikatorem piłkarskim, a następnie wiceprezesem Małopolskiego Związku Piłki Nożnej. W latach 70. pracował w Nadleśnictwie Kraków oraz Prezydium Powiatowej Rady Narodowej.
Wstąpił do Polskiej Zjednoczonej Partii Robotniczej, działał także w Związku Socjalistycznej Młodzieży Polskiej. W latach 1975–1979 kierował Wojewódzkim Komitetem Kultury Fizycznej i Turystyki w Nowym Sączu, następnie do 1981 oddelegowany do Wydziału Pracy Ideowo-Wychowawczej Komitetu Wojewódzkiego PZPR w Nowym Sączu. W 1981 wybrany prezydentem miasta w głosowaniu Miejskiej Rady Narodowej w Nowym Sączu, pokonał rekomendowanego przez NSZZ „Solidarność” Jerzego Gwiżdża stosunkiem głosów 36:24. Zajmował to stanowisko od 1 lipca 1981 do 31 maja 1984 jako najmłodszy wówczas prezydent miasta w kraju. W trakcie kadencji m.in. nadzorował wprowadzenie stanu wojennego, o którym nie był uprzedzony przez władze centralne. Złożył rezygnację po skonfliktowaniu się z lokalnymi strukturami PZPR. W III RP działał w Sojuszu Lewicy Demokratycznej, z którego później wystąpił.;W późniejszym czasie m.in. pracował w urzędzie wojewódzkim jako specjalista ds. turystyki i zamówień publicznych, a także prowadził biuro porad inwestycyjno-prawnych. 
Zmarł po dłuższej chorobie w domu opieki. Został pochowany na cmentarzu komunalnym Nowy Sącz-Gołąbkowice.

## Odznaczenia
W 2007 odznaczony przez małopolski oddział Towarzystwa Krzewienia Kultury Fizycznej Medalem „Za Zasługi dla Sportu”.